# 日本生物環境工学会
日本生物環境工学会（にほんせいぶつかんきょうこうがくかい、英文名称：Japanese Society of Agricultural Biological and Environmental Engineers and Scientists）は、日本学術会議協力学術研究団体として、福岡市東区箱崎6-10-1 九州大学生物環境調節センターに事務局を置く日本の農学（日本農学会所属）及び工学(日本工学会所属)系の学会であり、1962年に設立された。
農業生産のイノベーションを目途に、基礎である環境調節、高度の応用である植物工場に重点を置き、関連する植物生体計測、バイオロボティクス等に関わる科学・技術の学術振興、関連する社会貢献を目指している。

## 沿革
日本生物環境工学会は、1962年（昭和37年）に、生物環境調節システムの合理的設計・運営・普及等を目的に創設された研究会を基に学会に発展した。創立当初は、日本生物環境調節研究会といい、杉二郎（東大教授・農業工学）等の尽力によって学会へ発展した。初代学会長には神立誠(東大教授・農芸化学)が就任した。1960年代には、この分野の国際化も進み、オックスフォード大学で開催の国際会議で、生物環境調節の研究を実施するファイトトロンにちなみ、ファイトトロニクスと称する学問分野が提唱された。このファイトトロンの活用に基づくファイトトロニクスは、米国（カリフォルニア工科大他）、フランス（パリ郊外の国立ファイトトロン研究所）、オランダ（ワーゲニンゲン園芸植物育種研究所）等を中心に展開し、日本でも東大、京大、九大等の旧帝大にも小型のファイトトロンが建設されたが、巨額の国家予算を有効に活用するため、日本学術会議の勧告により、九州大学に拠点として九大生物環境調節研究センター（松井健九大教授・園芸学）を設け、本学会の基盤で、全国共同利用施設として、活発な活動を開始し、本学会の拠点となった。このような世界的な学術動向を踏まえ、杉二郎東大名誉教授（日本生物環境調節学会長）のコーディネートにより、本学会は1970年代に農学系で史上初の大型研究組織「文部省特定研究生物環境制御」を委託された。充実した成果に続いて「文科省特定研究生物生産のシステム化」が新たな課題として延長され、生物と環境に関わる総合的な学術に対応する学会として発展の基礎を築いた。
他方、世界でも、環境調節型に関わる植物生体計測等で画期的な進歩がなされ、米国のデューク大学ファイトトロンを中心に、第2世代のファイトトロニクスが新たな進展を示し、学会を代表する形で、橋本康がこのプロジェクトに参加した。この第2世代のファイトトロニクスの成果は、橋本が帰国後、日本学術振興会（JSPS）とNSFの採択により、日米セミナ「植物生体計測」を日本で開催し、オランダのワーゲニンゲン大学との連携も進め、Speaking Plant Approach (SPA) の展開にも新たな道を開いた。
農業生産面に視点を当てると、オランダ等の大型志向で、農業生産の概念が変り始めた。日本では、日立製作所中央研究所（高辻正基）が、人工光植物工場を開発し、工業界から農業生産への参入は、注目された。この流れを着実に発展させることを目途に、高辻正基、橋本康を中心に1988年、日本植物工場学会が発足し、事務局を東海大学に置いた。初代会長には山口彦之（東大教授・農業生物学）が就任した。施設園芸以外に環境調節型農業（栽培）へ大きな可能性を期待できる植物工場は、人工光に主力を置くため、人工光（型）植物工場として、日本独自の発展を遂げた。
2005年、日本学術会議が明治時代の旧帝大時代からの学術の枠組みを超えた大改革を行った。この改革に整合し、基礎学重視の日本生物環境調節学会は、新時代の革新的な農業生産を目途とする日本植物工場学会と合併連携協議会（会長：橋本康）の学術的審議に基づき、2006年に新学会（日本生物環境工学会）と学会名を変更、日本学術会議協力学術研究団体の指定を受けた。初代会長には、村瀬冶比古（大阪府立大教授、環境工学）が就任し、合併学会の新規性・継続性を軌道に乗せるため、橋本康名誉会長、高辻正基理事長の3頭制でスタートし、学術会議が大改革の中心に据えた「若手、地方、女性」重視のヴィションにコントラクト出来る学会像を目指している。
新学術会議会員の推薦では、地方・若手のヴィジョンに沿って、複数の若手を推薦し、史上最年少の学術会議会員の実現をみた。現在の本学会長の野口伸（北大教授、農業工学）である。
日本学術会議と歩調を合わせた「コントラクト」できる学会像をめざし、学術会議食料科学委員長を兼務する野口会長を中心に、オランダ型の太陽光植物工場を日本の国益に資するよう、そのシステムをSPA、そしてコンピュータ制御を網羅するインテリジェント・システムに基づく、次世代型食料生産を一つの学術目標として掲げ、成果の一部は日本学術会議対外報告書として、他方、本邦初の啓蒙書を刊行している。
学会は、基礎学である学術研究部会（1）生物環境調節(ファイトトロン(バイオトロン)のイノーヴェーション)、（2）生物生体計測、（3）全自動植物工場、（4）施設生産システム、さらに植物工場等の社会のニーズに整合する社会対応部会として、（5）植物工場推進・普及部会を中心に、関連するWGを設け、成果を和文誌「植物環境工学」、英文国際誌「Environmental Control in Biology」を、それぞれ季刊誌として刊行し、学術面の国際貢献、応用面の社会貢献を目指している。

### 事務局
〒812-8581 福岡市東区箱崎6-10-1 九州大学生物環境調節センター内

### 主な役員
- 理事長-野口　伸（北海道大学教授）
- 会長-野並　浩（愛媛大学教授）
- 名誉会長-橋本　康(愛媛大学名誉教授)
- 名誉副会長-田中道男（香川大学名誉教授）
- 名誉理事長-高辻正基((財)社会開発研究センター理事)，古在豊樹(千葉大学名誉教授)
- 最高顧問-今井 勝（明治大学名誉教授），仁科弘重（愛媛大学副学長）、大下誠一（東京大学特任教授）
- 他

### 略年表
- 1962年、日本生物環境調節学会設立（創設代表・杉二郎）
- 1988年、日本植物工場学会設立（会長・山口彦之）
- 2006年、上記2学会が合併し、日本生物環境工学会（会長・村瀬冶比古、名誉会長・橋本康、理事長・高辻正基）
- 2012年、日本生物環境工学会50年記念（会長・野口伸）

### 活動
会員数は、約1000名。国内の大学を会場として年次大会を開いており、約300人の参加者が集まる。会員の所属は大学、公的試験機関および民間企業など幅広い。
組織日本生物環境工学会には、総会・評議員会・理事会・部会・WG・支部からなる組織が在る。
総会評議員会 - 毎年1回、学会の年次大会の期間中に開催。会則の修正、諸賞の授与等。
理事・監事毎年3回開催し、学会の運営に関わる。内規の修正。
部会・WG理事会の承認に基づき、日常的に活動。
支部北海道支部、東北支部、関東支部、中部支部、西日本支部、四国支部、九州支部
フェロー橋本　康、高辻正基、村瀬冶比古、野口　伸、古在豊樹、長野敏英、松岡孝尚、真木太一、原　道宏、高山眞策、大政謙次、野並　浩、石川勝美、平間淳司、今井　勝、橋口公一、大下誠一、筑紫二郎、永田雅輝、田中道男、松山正彦、上野久儀、仁科弘重、吉田　敏、位田晴久、鳥居　徹、清水　浩、後藤英司、北野雅治、森本哲夫、川村周三（以上31名）
ジュニア・フェロー高山弘太郎、安永円理子、羽藤堅治
役員一覧、学会賞等の歴代授与者等の詳細は→本学会WEB

## 関係項目（本学会がユニークさを誇る学術領域）

### 第2世代のファイトトロニクス
ファイトトロニクスは、第2次世界大戦後に、環境条件と植物生育との関連を実験科学的に実証することを目途に出発した。当初は、温度、光、湿度等の主要な環境要因の制御環境下における生育を実験的に求め、多くの成果を挙げたが、環境要因を拡大し、人工気象室のイメージをファイトトロンに求め、気象現象が複雑過ぎるため、環境とその条件下において植物が受ける環境ストレスとの生理・生態的関係を科学的に明らかにする本来の目的から逸脱し、行き詰まってしまった。
この点の反省から、人工気象室は、一先ず脇に置き、主要環境要因の厳密な制御に基づく環境条件下に於ける植物の生理・生態を、高度な計測により定量化することに目標を変更した植物環境調節科学を第2世代のファイトトロニクスと称す。全米屈指の植物生理学者のクレーマ教授に導かれ、1970年代に米国 ノースカロライナ州のデューク大学（理学面）、及び隣接のノースカロライナ州立大学(栽培学)を中心に、多くの成果を挙げ、世界から注目された。
特に、デューク大学理学部ファイトトロン研究所では、小型サイクロトロンによるリアルタイムの植物葉面への放射線物質（C11）供与と光合成産物として取り込まれた放射線の植物体内追跡に関わるコンピュータ生体計測システムを開発し、植物生体計測の概念を革新した。
画像計測に関してはリアルタイムの葉面温度分布の研究（橋本康）がクレーマ教授の指導で第2世代のファイトトロニクスにコミットし、デューク大と共同で米国植物生理学会で発表し、画期的成果と評価され、続いて日本で開催の日米セミナ「植物生体計測（橋本、クレーマ他）」は第2世代のファイトトロニクスに大きく貢献し、その流れは拡大している（大政謙次、高山弘太郎、他）。
日立が開発した人工光植物工場(高辻正基)は、開発の段階では、自作の質量分析計を用いて、栽培植物の最適環境条件を求めるシステムであり、第2世代のファイトトロニクスそのものであり、科学的貢献は大きい。ただし、現実の人工光植物工場は、複雑・高価な生体計測を省略し、普及しているため、そもそもの理工学的価値は、今ひとつ評価されず、実学重視の施設園芸工学サイドとの綱引きに巻き込まれた。
九州大学バイオトロンは、ファイトトロンの名称を用いず、小動物も含める環境調節学を目途としたため、第2世代のファイトトロニクスに貢献した科学面は、世界的業績（江口弘美、北野雅冶、吉田　敏、etc）を挙げるも、ある意味で、グローバルな知名度に欠け、国内外から正当な評価を得ていない。ネーミングで知名度にブレーキを掛けたようである。論文のI-Pを含め、此の面を改善していくことは、本学会としても今後の課題である。
九大バイオトロン出身で、イリノイ大学で水分生理の第一人者のボイヤー教授のもとで大学院を納めた野並浩は、独・米（ボイヤー教授）で開発した細胞計測の実際的な開発者として、細胞計測への道を開き、質量分析計の応用を含め、植物細胞生体計測の嚆矢と云えよう。

### SPA（speaking plant approach）
広い干拓地に展開するオランダの栽培システムは、haを越えるグリーンハウスが林立する農業団地であり、Greenhouse Horticulture と呼ばれる。この巨大な栽培システムの環境調節には、栽培植物の生体情報を取得し、それらのデータに基づきコンピュータが各種環境要因の設定値を修正し、そのプロセス制御を行うべきだ、と1970年代末頃、ワーゲニンゲン大学の生理学の巨匠が概念的な提案を行っていた。1979年にワーゲニンゲンで開催の第一回「グリーンハウスへのコンピューター利用」の国際会議で、葉の温度を画像計測し、プロセス制御の設定値を変動させる研究（橋本康）が、SPAのコンセプトを具体化する実例として、注目された。
プロセス制御の国際専門学会IFAC(国際自動制御連盟)にグリーンハウスの環境制御を研究する国際技術委員会を立ち上げ、北欧の先進的研究者の後押しで、SPAはIFAC経由でベルリンで開催のISHS(国際園芸学会)主催のシンポジウムの招待講演に指名され、そのコンセプトは、国際園芸の分野に認められた）。現在、第2世代のファイトトロニクスの進展で、計測機器の多様化・簡便化が進み、その後、中断していたSPAが愛媛大学とワーゲニンゲン大学で再開され進行中である。これを第2世代のSPA(高山弘太郎、羽藤堅治、仁科弘重、他)と仮称している。

### SCA(speaking cell approach)
細胞生理学の進展で植物計測も大幅な進展を見せ、組織から細胞へと測定対象を拡大し始めている。コンセプトは同様でもplant → cellへの計測技術の大きな壁がクリアされ、環境調節型栽培システムへの応用は、間近に迫っている（野並浩）。

### 太陽光植物工場
オランダの広い干拓地に展開する大規模なグリーンハウス栽培は法人を中心としたビジネスであり、矮小な中山間地を中心に展開する日本の農村文化に基づく「施設園芸」とは別世界、また都市部で栽培する「人工光植物工場」とは異次元の存在である。我が学会では太陽光植物工場と翻訳し、日本の食料生産を革命する切り札として、学会の主力を注ぎ解明、開発を目指している(野口伸、他)。

### コンピュータ制御（IFAC対応）
本学会が中心になり、国際学会IFACに農業分野に於けるシステム制御の国際技術委員会を立ち上げ、知能的制御をはじめ、太陽光植物工場を含む農業生産システムのコンピュータ制御に多くの実績をあげてきた。世界のIFAC技術委員長に本学会会長経験者3名(橋本康、村瀬冶比古、野口伸)を送り出し、国際貢献の実績を挙げてきており、本学会の今後の重点的課題である。

### 以下は、本学会の独自性とはいえないが、重要な研究対象
1：植物工場(養液栽培と大型施設園芸）の普及・推進
養液栽培は園芸学の伝統的・中心的栽培法であり、日本で世界に大きく貢献している農業技術の一つである。大震災を契機とし、農村地域の土地利用にも新たな展開が見られ、外見上植物工場と見なしうる大型の園芸施設が建設されつつある。すなわち、大型施設園芸への転換（古在豊樹、位田晴久、他）である。前記「太陽光植物工場」で解明・実装される高度のシステム制御のイノーヴェーションの延長上ではなく、社会貢献・国益を考え施設園芸の大幅な技術革新を目指し、SPAで開発される新たな簡易型の生体計測技術等、本学会が取得したノウハウを幅広い農業の現場に供与・指導し、北欧を目指し、生産性を向上すること、今後の農業への貢献を課題とする。本学会社会対応部会である「植物工場普及・推進特別部会」の重要且つ緊急課題である。
2：農作業の自動化・収穫物保蔵システムの自動制御等
環境調節型農業の方法論は、生体計測とシステム制御に基盤を置くので、農作業の自動化、すなわちバイオロボティクス(野口伸、村瀬冶比古、門田充司、他)や貯蔵庫の合理的環境管理（大下誠一、北村周三、森本哲夫、安永円理子、他）に共通の方法論に多くのノウハウを有し、その面での学術貢献、社会貢献にも大きな潜在力を持つ。本学会の全自動植物工場部会(平間淳司、清水浩、伊藤博通、他)並びに拡大分野として研究が推奨される。
3：関連する基礎工学及び環境栽培学・作物学・園芸学等
人工光の栽培植物への影響（後藤英司、田中道男、他）、植物生体計測（大政謙次、富士原和宏、他）、関連する基礎工学（橋口公一、鳥居徹、他）、環境栽培学・作物学・園芸学（高山真策、今井勝、位田晴久、岩崎直人、吉田敏、他）、学術誌（北野雅冶、秋田求、安永円理子、海津裕）

### 主な関連学会との連携
IFAC（国際自動制御連盟）は、1971年に日本学術会議が参加。農業工学に関わる専門技術委員会は、我が学会主導で1990年に立ち上げられた。技術委員長は、橋本康、村瀬冶比古、野口伸と続き、世界への貢献が著しい。CIGR(国際農業工学会)は、1995年に日本学術会議が参加し、日本の国庫から分担金が支払われることになった。CIGRに参加する目的で、1984年に農業工学関係の諸学会が協力し、日本農業工学会(JAICABE)がスタートした。第4期会長の中川昭一郎学術会議第6部長（当時の農学部）が学術会議参加の道筋をつけ、第5期会長の佐野文彦が参加に応え、第6期会長の田淵俊雄が学術会議参加を記念するCIGR世界大会を準備し、第7期会長の橋本康が世界大会の実行委員会を担い、2000年11月に盛大な世界大会を開催し、日本がCIGRのリーディング・カントリーとして世界から承認され、祝福を受けた。その後、木谷収、中野政詩、真木太一、町田武美、大政謙次と会長が続き、いよいよ国際学術貢献が加速され、今後の農業工学の発展が期待される。